# 小倉百人一首殿堂時雨殿
小倉百人一首殿堂時雨殿，又稱時雨殿，是一座位於日本京都市嵐山的博物館。該博物館的主題為日本鎌倉時代歌人藤原定家私撰的和歌集《百人一首》。這博物館由前任天堂公司社長山內溥所創立，並捐款超過二千萬日元用作興建及營運博物館。該博物館中其中一個殿堂則由著名任天堂遊戲設計師宮本茂設計。

## 历史
該博物馆於2006年開幕。在其園區中设有一个與詩歌有關的互動式展品，以歌留多紙牌遊戲及動畫地板之形式進行互動，並通過特別版的任天堂DS控制器進行導航。该博物馆在2011年4月1日关闭以进行翻新工程，後在2012年3月17日重新開放。而在2017年3月21日，该博物馆再度关闭以进行進一步的翻新工程，後於2018年11月11日重新開放，並改名為嵯峨嵐山文華館。

## 外部連結
- 嵯峨嵐山文華館官方网站(日文)